# 佐佐木茂索
佐佐木 茂索（ささき もさく、1894年（明治27年）11月11日 - 1966年（昭和41年）12月1日）は日本の小説家、編集者、実業家。文藝春秋新社社長。

## 人物・来歴
京都府出身。実家は代々種油製造業だったが父親の代に没落して人手に渡り、京都府第一中学校中退。朝鮮・仁川にいた叔父の元に身を寄せたが、1918年（大正7年）、内地へ戻り、『子宝』の記者、新潮社、中央美術社、時事新報社などで働き、翌年に『新小説』に「おじいさんとおばあさんの話」を発表し、作家デビュー。芥川龍之介に師事。
1925年（大正14年）に発表した「曠日」が芥川の賞賛を受け、同年、芥川の媒酌で大橋房子（ささきふさ）と結婚。
長編小説1編と短編小説約90編をものしたのち、1930年（昭和5年）を最後に作家として筆を折り、文藝春秋の幹部として活動。同社の専務を務めていた1933年（昭和8年）11月、不良華族事件の捜査の過程で文士らによる常習賭博が明らかになり、久米正雄、 里見弴らとともに検挙された。
1935年（昭和10年）に菊池寛らと芥川龍之介賞および直木三十五賞を創設。選考委員の一人となった。
第二次世界大戦後は公職追放により出版界を一時退いたが、戦後改組して発足した文藝春秋新社（現：文藝春秋）の社長として復帰、没するまで活動した。
多趣味で、将棋三段、囲碁初段（どちらもアマ段位）、マージャン八段（自身が日本麻雀連盟第7代総裁）。ただ、同じく将棋が趣味だった菊池寛と対局している姿を見た人はいないらしい。

## 著書
- 『春の外套』金星堂、1924年。
- 『夢ほどの話』新潮社、1925年。
- 『南京の皿』改造社、1928年。
- 『新選佐佐木茂索集』改造社 1929年。
- 『新進傑作小説全集第3巻 佐佐木茂索集』平凡社、1929年。
- 『佐佐木茂索小説集』文藝春秋、1967年。
- 『佐佐木茂索随筆集』文藝春秋、1967年。